# Мостовий перехід через річку Ірпінь
Мостовий перехід через річку Ірпінь — на автошляху міжнародного значення  М07 Київ — Ковель — Ягодин (на Люблін) у Київській області. Розташований у місці, де сполучається Мостище з основною частиною Гостомеля біля Бучі та Ірпеня.

## Історія

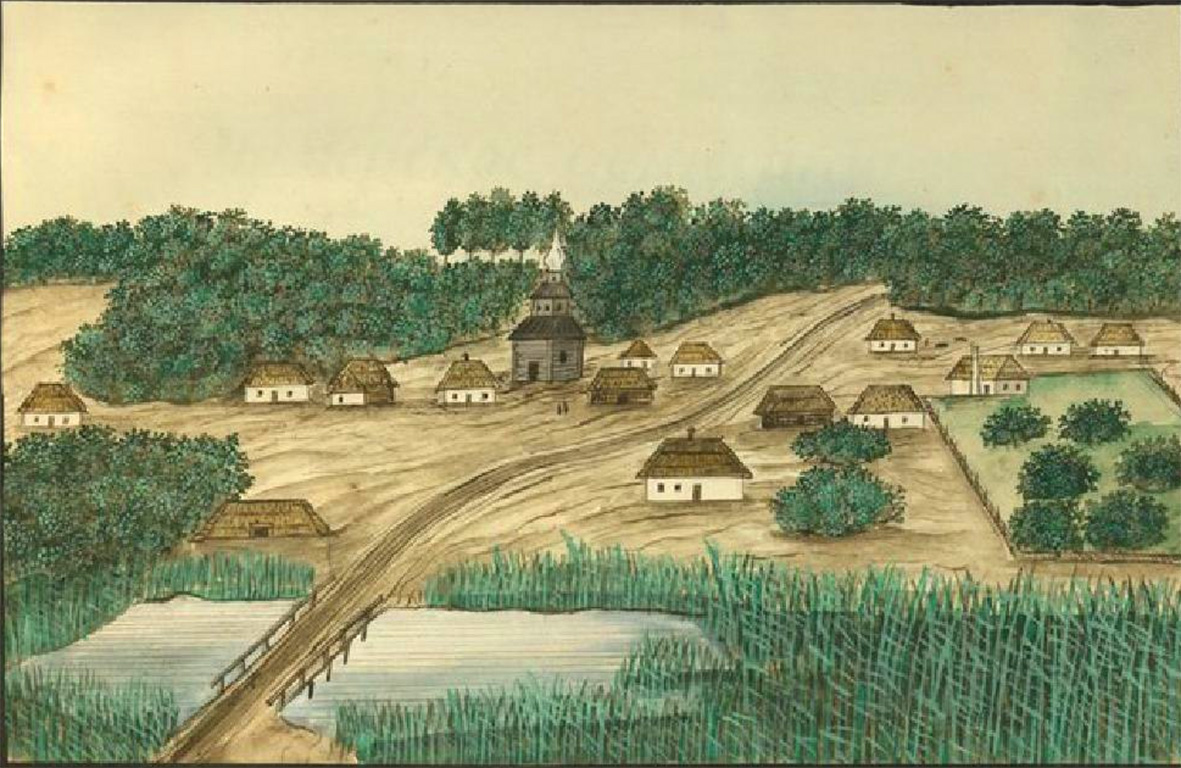
Домінік П'єр Де ля Фліз. Мостище у 1854-му р. з мостом через Ірпінь.

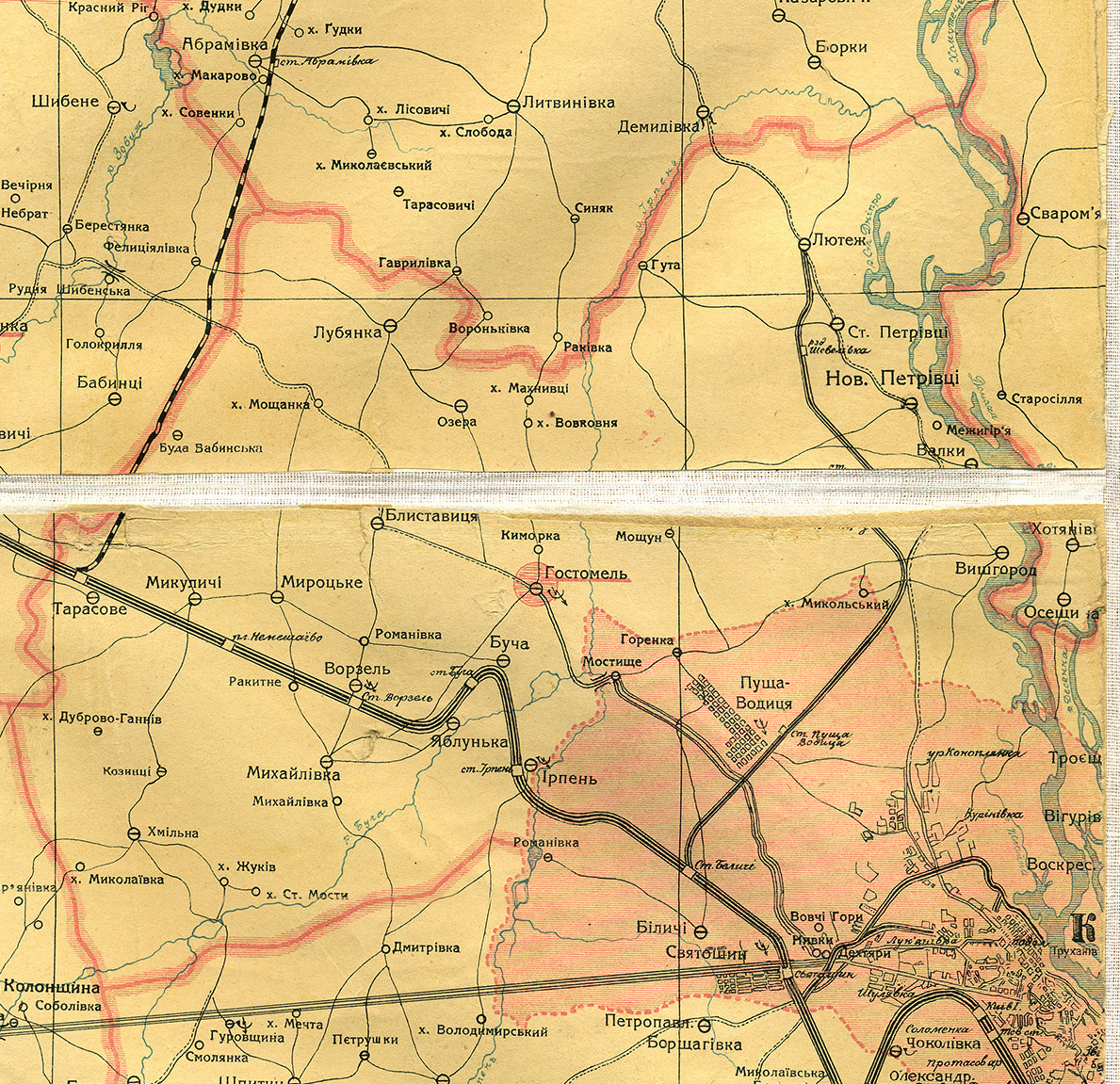
Карта околиць Гостомеля 1925-го р. з позначеним мостом біля Мостища.

Міст на цій території існував з давніх часів, звідки й пішла назва колишнього села Мостище.
Попередній міст було збудовано у 1958—1959 роках. Тоді ширина мосту сягала 7 метрів.
У 2010 році була завершена його капітальна реконструкція. 9 вересня 2010 року відкрито новий, реконструйований мостовий перехід. Проєкт капітального ремонту мосту був розроблений інститутом ДП «Укрдіпродор», а ремонтно-будівельні роботи виконані ЗАТ «МБУ-3», м. Київ.

### Російсько-українська війна
25 лютого 2022 року під час оборонних боїв за Київ в ході російського вторгнення в Україну мер міста Ірпінь Олександр Маркушин повідомив, що підірвані мости (через річку Ірпінь) на Новоірпінській трасі, у Гостомелі по Варшавській трасі та у Демидові.

## Технічні характеристики
Новий міст завдовжки 140 метрів, основні параметри мосту відповідають вимогам автошляху першої категорії.
Ширина мосту — 9,5 метрів. Оскільки міст знаходиться на території населеного пункту, на ньому передбачено тротуар і освітлення.
Під час капітального ремонту мосту використано сучасні довговічні конструкції та матеріали.
Інтенсивність руху через мостовий перехід становить понад 25 тисяч автомобілів на добу.